# Pável Moguilévets
Pável Serguéievich Moguilévets (en ruso: Па́вел Серге́евич Могиле́вец; Kinguisepp, Rusia, 25 de enero de 1993) es un futbolista ruso. Juega como centrocampista en el F. C. Urartu de la Liga Premier de Armenia.

## Selección nacional
Hizo su debut con la selección de fútbol de Rusia en un partido internacional contra Eslovaquia el 26 de mayo de 2014.

### Participaciones en Copas del Mundo
| Mundial                        | Sede   | Resultado      | Partidos | Goles |
| ------------------------------ | ------ | -------------- | -------- | ----- |
| Copa Mundial de Fútbol de 2014 | Brasil | Fase de grupos | 0        | 0     |

## Clubes
| Club                         | País       | Año       |
| ---------------------------- | ---------- | --------- |
| F. C. Zenit-2                | Rusia      | 2011-2013 |
| Zenit de San Petersburgo     | Rusia      | 2013-2016 |
| → F. C. Rubin Kazán (cedido) | Rusia      | 2014      |
| → F. C. Rostov (cedido)      | Rusia      | 2015-2016 |
| F. C. Rostov                 | Rusia      | 2017-2018 |
| F. C. Rubin Kazán            | Rusia      | 2018-2020 |
| F. K. Jimki                  | Rusia      | 2020-2021 |
| F. C. Nizhni Nóvgorod        | Rusia      | 2021      |
| F. K. Bunyodkor              | Uzbekistán | 2022      |
| F. C. Urartu                 | Armenia    | 2023-     |

## Palmarés

### Campeonatos nacionales
| Título                | Club                     | País  | Año  |
| --------------------- | ------------------------ | ----- | ---- |
| Liga Premier de Rusia | Zenit de San Petersburgo | Rusia | 2015 |